# SN 2006kp
SN 2006kp – supernowa typu Ia odkryta 1 października 2006 roku w galaktyce A021111+0041. W momencie odkrycia miała maksymalną jasność 23,30m.